# Haverfordwest Airport
Haverfordwest Airport är en flygplats i Storbritannien.   Den ligger i kommunen Pembrokeshire och riksdelen Wales, i den södra delen av landet, 300 km väster om huvudstaden London. Haverfordwest Airport ligger 43 meter över havet.
Terrängen runt Haverfordwest Airport är platt.Runt Haverfordwest Airport är det ganska tätbefolkat, med 70 invånare per kvadratkilometer. Närmaste större samhälle är Haverfordwest, 3,5 km söder om Haverfordwest Airport. Trakten runt Haverfordwest Airport består i huvudsak av gräsmarker.